# Rodì Milici
Rodì Milici es una localidad italiana de la provincia de Mesina, región de Sicilia, con 2.279 habitantes.

Ubicación de la ciudad de Rodì Milici dentro de la provincia de Mesina.

## Evolución demográfica
| Gráfica de evolución demográfica de Rodì Milici entre 1861 y 2001 |
|                                                                   |
| Fuente ISTAT - Elaboración gráfica por parte de Wikipedia         |